# 아자이 스케마사
아자이 스케마사(일본어: 浅井亮政, 1491년 ~ 1542년 1월 21일)은 센고쿠 시대의 기타오미의 고쿠진 아자이씨(浅井氏)의 당주이다.

## 생애

### 가독 승계
엔토쿠 3년(1491년), 스케마사는 오미의 고쿠진 영주 아자이 가문의 방계로 태어났다. 유소년기의 기록은 거의 없으나, 어쨌든 아사쿠라 가문의 적통인 사촌형제 아자이 나오마사(浅井直政)의 딸과 결혼하여 적통을 잇게 되었다.

### 교고쿠 씨의 후계자 분쟁과 오미 지배
스케마사가 아자이 가문의 가독을 계승하였을 때, 아자이 가문은 북 오미 반 국의 슈고 교고쿠씨(京極氏)의 휘하에 있었다.
이 시기에 교고쿠 가문의 당주는 교고쿠 다카키요(京極高清)였으나 다카키요가 가독을 차남 다카요시에게 물려주려는 뜻을 보였기 때문에, 후계자 자리를 두고 분쟁이 일어났다. 이 때, 스케마사는 오미의 고쿠진 아사미 사다노리(浅見貞則)와 함께 다카키요의 장남 다카히로(高延)를 지지하며 다카키요와 대립하였다. 사다노리와 스케마사는 주군 다카키요와 다카요시 및 다카요시 지지파를 오와리로 추방하였다.
이 뒤로, 교고쿠 가문은 고쿠진 잇키가 주도하게 되어 스케마사가 그 중심 역할을 맡았으나, 다카키요 추방 때 함께 싸웠던 아사미 사다노리가 전횡하려고 하기 시작하자 사다노리를 추방하고, 고쿠진 잇키의 맹주가 되어 교고쿠 가문의 실권을 장악하였다.

### 롯카쿠 가문과의 대립
이리하여 스케마사는 고호쿠(江北북 오미)에 세력 기반을 쌓았으나, 그에 따라 남 오미의 슈고 롯카쿠 사다요리(六角定頼)와 대립하게 되었다. 롯카쿠씨는 원래 오미 겐지(近江源氏)인 사사키씨(佐々木氏)의 적류이자 교고쿠 가문의 본가에 해당하는 존재로, 이 시기에는 아시카가 장군가를 비호하며 무로마치 막부에 관여하는 등 세력을 떨치고 있었다.
원래 오미 전체의 슈고였던 롯카쿠 가문과의 대립은 스케마사가 불리한 입장에 있어서, 여러 차례 침공 당하였으나, 휘하의 고쿠진들을 장악하여 롯카쿠 씨의 공세를 간신히 견뎌내고 있었다.

### 교고쿠 가문과의 화해와 재 대립
한편, 스케마사에 의해 교고쿠 가문은 꼭두각시에 불과한 존재가 되었으나, 이에 불만을 품은 다카히로가 부친 다카키요와 화해하고 반 스케마사 파 고쿠진 영주들과 함께 스케마사와 대립하게 되었다. 스케마사는 롯카쿠 가문과 대치하던 중이라 동시에 교고쿠 가문과 싸울 여력이 없어서, 덴분 3년(1534년)에 교고쿠 부자와 화해하였다.
그러나, 덴분 10년(1541년), 다시 교고쿠 다카히로가 스케마사에게 반기를 들었으나, 스케마사는 교고쿠 가문과의 대립을 해결하지 못한 채, 다음해 1월 6일 사망하였다. 향년 50세.
스케마사 사후, 적장자 히사마사와 데릴사위 다야 아키마사가 가독 승계를 둘러싸고 분쟁을 일으켜 아키마사가 교고쿠 다카히로와 결탁하여 히사마사를 공격하였기 때문에, 히사마사는 롯카쿠 가문에 신종하였다.

## 자손
스케마사는 5남 5녀를 두었고, 거기에 데릴사위인 일족 다야 아키마사(田屋明政)가 있다. 가독을 승계한 것은 장남 히사마사이지만, 히사마사의 아들 나가마사가 오다 노부나가에게 멸망당했기 때문에 남자 직계 자손은 단절되고 말았다. 그러나, 히사마사의 딸 마리아가 교고쿠 다카요시(京極高吉)와 혼인하였기 때문에 아이러니하게도 스케마사가 평생 싸웠던 교고쿠 가문 쪽으로 여계 자손이 현재에 이르기까지 내려오고 있다.
| 전임 아자이 나오마사 | 아자이씨 당주 | 후임 아자이 히사마사 |